# 阿昔洛韦
阿昔洛韋 （INN：aciclovir，USAN：acyclovir，ACV）又称无环鸟苷，是一種化学合成的类核苷抗病毒藥物，主要用於治療單純疱疹病毒（HSV）、水痘和帶狀疱疹的感染。其他用途包括預防器官移植後巨細胞病毒屬感染，和預防人類疱疹病毒第四型（EBV）感染之後的嚴重併發症。它有口服給藥、塗抹用乳霜或靜脈注射的形式。
使用後常見的副作用有噁心和腹瀉。可能的的嚴重副作用有腎臟問題和血小板減少。肝臟或腎臟功能較差的人使用時，應更為謹慎。一般認為個體在懷孕期間使用對胎兒屬於安全，尚未觀察到任何危害案例。使用個體進行母乳哺育，對於嬰兒似乎屬於安全。阿昔洛韋是一種模仿鳥苷的核苷類似物，其作用是抑制病毒生產DNA的能力。
阿昔洛韋於1974年由葛蘭素史克藥業取得美國專利，並於1981年於美國獲准用於醫療用途。此藥物已列入世界衛生組織基本藥物標準清單中。它有通用名藥物，且以許多品牌在全球銷售。它是美國於2020年排名第162最常使用的處方藥，開立的處方箋數量超過300萬張。

## 醫療用途

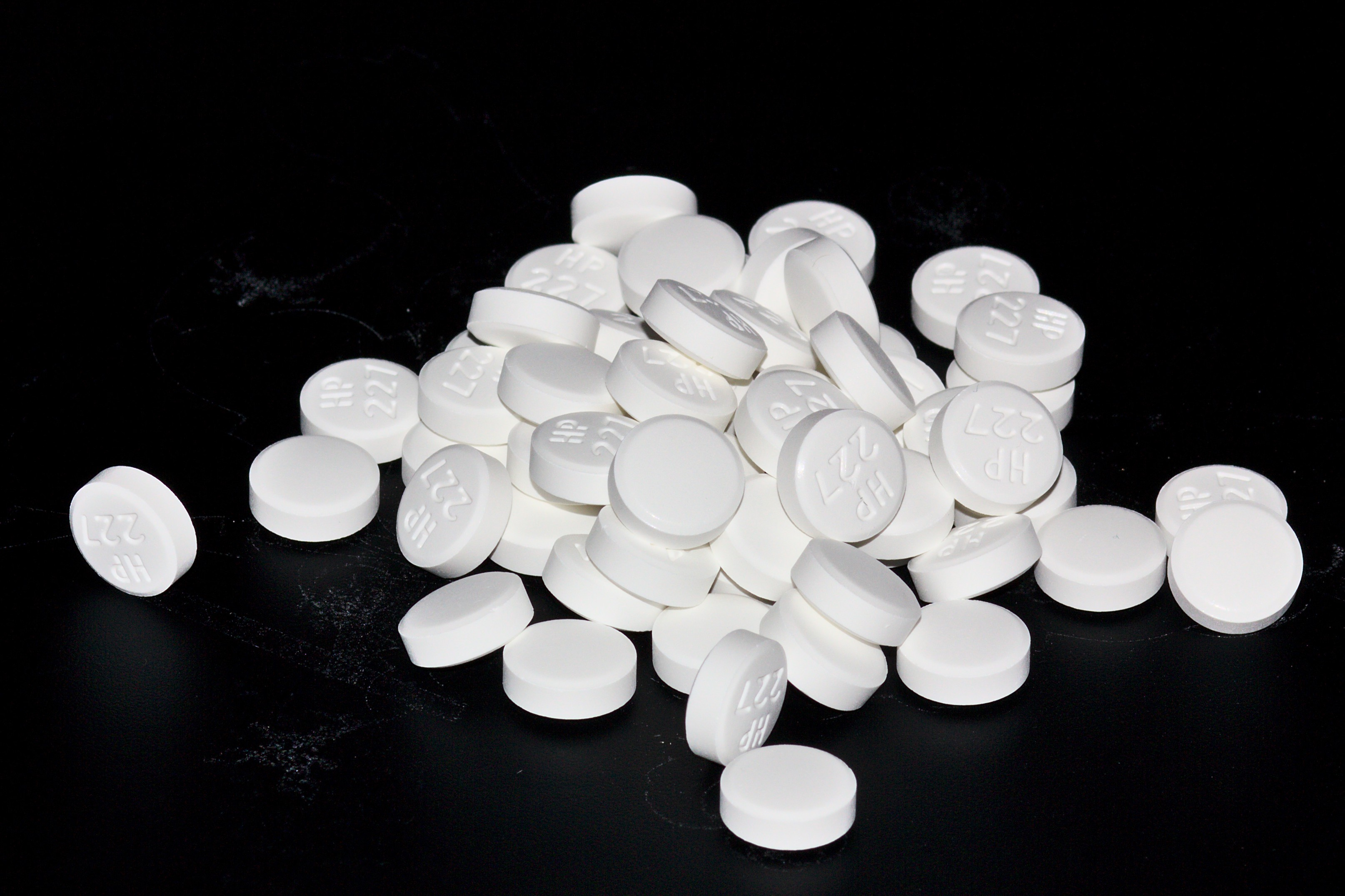
每片含阿昔洛韋400毫克的丸劑。

此藥物主要用於治療單純疱疹病毒、水痘和帶狀疱疹感染，包括：
- 生殖器單純疱疹病毒（治療和預防）
- 新生兒單純疱疹病毒感染
- 唇瘡
- 帶狀疱疹
- 免疫缺陷者的急性水痘感染
- 單純疱疹病毒腦炎
- 免疫缺陷者的急性皮膚黏膜交界處（英语：mucocutaneous junction）單純疱疹病毒
- 單純疱疹性角膜炎和單純疱疹病毒瞼緣炎（英语：blepharitis）
- 為免疫能力低下族群（如接受癌症化學治療者）提供疱疹病毒預防[18]

其治療EBV病毒感染的效力尚不清楚。尚未發現它對治療EBV引起的傳染性單核細胞增多症有效。伐昔洛韋和阿昔洛韋透過抑制病毒的DNA複製而發揮作用，但截至2016年，幾乎沒有證據顯示其對治療EBV病毒有效。此藥物價格昂貴，有引起抗病毒藥物抗藥性的風險，並且（在1%至10%的病例中）可能會導致患者發生不舒服的副作用。
口服形式的阿昔洛韋似乎不會將罹患帶狀疱疹個體的疼痛風險降低。使用阿昔洛韋治療眼部疱疹患者，可能比使用碘苷更為有效及安全。目前尚不清楚含阿昔洛韋眼藥水是否比含溴夫定眼藥水更為有效。
靜脈注射形式的阿昔洛韋可有效治療不同種類疱疹病毒引起的嚴重狀況，包括嚴重局部感染、嚴重生殖器感染、水痘和疱疹病毒腦炎。它對全身性或創傷性疱疹感染、疱疹性濕疹和單純疱疹病毒腦炎的治療也有效。對20世紀80年代發表的研究報告審查，顯示如果於疫情爆發初期使用阿昔洛韋，可在減少發病數量和持續時間方面發揮一定作用。研究顯示外用阿昔洛韋在疫情爆發初期和晚期使用均有效，這項審查採用更嚴格的方法和更大的樣本量，因此具有更高的可信度。在試驗中顯示藥物對預防HIV傳播並無作用，但可幫助未接受抗反轉錄病毒藥物（ART）治療的人群減緩HIV疾病的進展。這項發現強調對HIV感染者中測試簡單、廉價的非ART處理策略（例如使用阿昔洛韋和複方新諾明）的重要性。

### 懷孕
阿昔洛韋被美國食品藥物管理局（FDA）歸類為B類藥物（藥物在動物研究中並未顯示出對胎兒的風險，但尚無足够的懷孕婦女研究来確定其安全性），美國疾病管制與預防中心（CDC）和其他機構已於2005年宣布在生殖器疱疹嚴重復發或首次發作期間，可使用阿昔洛韋作治療。對於嚴重的HSV感染（尤其是傳播性HSV），也可使用靜脈注射形式進行治療。
對小鼠、兔子和大鼠（使用超過相當於人類使用劑量的10倍以上）在器官形成過程中所做的研究未證明會導致出生缺陷。在對大鼠進行的研究中，於懷孕第10天給予相當於人類標準穩態濃度63倍的藥物，會出現頭部和尾部發生異常的結果。
CDC於2006年推薦使用阿昔洛韋於治療個體於懷孕期間的水痘感染，特別是在中期和晚期。
阿昔洛韋會在乳汁中出現，因此建議進行母乳哺育的婦女應予謹慎。有限的試驗研究顯示母親口服阿昔洛韋後，接受哺乳的嬰兒每天會接觸到大約0.3毫克/公斤的劑量。若哺乳期母親乳房附近或乳房有疱疹病症，應避免親自哺乳。

## 不良影響

### 全身治療
使用阿昔洛韋作全身性治療（口服或靜脈注射）常見的藥物不良反應（≥1%的患者）包括噁心、嘔吐、腹瀉、腦病變（僅發生於靜脈注射形式）、注射部位反應和頭痛。有報導在高劑量使用時會出現幻覺。不常見的不良反應（0.1-1％的患者）有煩躁、眩暈、困惑、頭暈、水腫、關節痛、喉嚨痛、便秘、腹痛、脫髮、皮疹和虛弱。罕見的不良反應（<0.1%的患者）有昏迷、癲癇發作、嗜中性白血球低下、白血球減少症、尿結晶、厭食、疲倦、肝炎、史蒂芬斯－強森症候群、中毒性表皮壞死鬆解症、血栓性血小板減少性紫癜、過敏性休克和科塔爾症候群。
由於靜脈注射阿昔洛韋會造成腎臟中尿結晶，會對5%至10%的使用者造成可逆性腎毒性。對於脫水和已存在腎功能不全的患者進行快速輸注阿昔洛韋有較高尿結晶腎病變風險。充足攝取水分、減緩輸注速度以及根據患者腎功能而調整劑量將可將這類風險降低。
阿昔洛韋代謝產物9-羧基甲氧基甲基鳥嘌呤(9-CMMG) 已被證明會產生神經系統不良事件，特別是對老年人和腎功能不全的人群。

### 外用療法
含阿昔洛韋的外用乳霜通常會導致（≥1%） 的個體皮膚乾燥、剝落或短暫刺痛/灼熱感。罕見的不良反應有紅斑或發癢。當施用於眼睛時，通常會導致（≥1％）的個體發生短暫的輕微刺痛。在眼部使用阿昔洛韋，有少數（0.1-1%的患者）會發生角膜點狀上皮擦傷或是過敏反應。

## 藥物交互作用
在體外進行複製研究發現酮康唑與阿昔洛韋併用時，對HSV-1和HSV-2的感染具有協同、劑量相關性抗病毒活性。然而這種效應尚未在臨床試驗上得到證實，因此需進行更多研究來評估協同作用的實際潛力。
針對丙磺舒與阿昔洛韋同時給藥的研究顯示阿昔洛韋的生物半衰期可延長，受到尿液和腎清除的速率被降低。
干擾素與阿昔洛韋合併使用時會產生協同作用，對接受靜脈注射干擾素的患者於施用阿昔洛韋時應謹慎。
雖然HIV感染者經常會將齊多夫定與阿昔洛韋一起使用，但至少一名患者在接受靜脈注射阿昔洛韋30-60天後出現極度嗜睡和昏睡的神經毒性，停用阿昔洛韋後症狀得到舒緩。

## 體液中檢測
可對血漿或血清中的阿昔洛韋進行數量檢測，以確認腎功能不全患者的藥物蓄積，或是診斷急性用藥過量中毒狀況。

## 作用機制

鳥苷（一種核苷，圖上方）與阿昔洛韋（一種類核苷，圖下方）分子結構對照。

阿昔洛韋作用機制 (抑制HSV DNA聚合酶和整合入HSV DNA)。

阿昔洛韋是一種模仿鳥苷的核苷類似物，其作用是抑制病毒生產DNA的能力。
阿昔洛韋由病毒的胸苷激酶轉化為阿昔洛韋單磷酸，然後由宿主細胞激酶轉化為阿昔洛韋三磷酸（ACV-TP，也稱為阿昔洛-GTP）。ACV-TP是種非常有效的病毒DNA複製抑制劑。 ACV-TP會競爭性抑制及滅活病毒DNA聚合酶。其單磷酸鹽也會併入病毒DNA之中，導致蛋白質合成鏈終止。

### 抗藥性
免疫系統健康的人發生阿昔洛韋抗藥性的案例很少見，但在長期接受抗病毒藥預防的免疫缺陷人群（移植接受者、因HIV感染而患有後天免疫缺陷症候群者）中較為常見（高達10%）。 對HSV的抗藥性機制有病毒胸苷激酶缺陷，以及病毒胸苷激酶或DNA聚合酶的突變，而改變受質敏感性。

### 微生物學

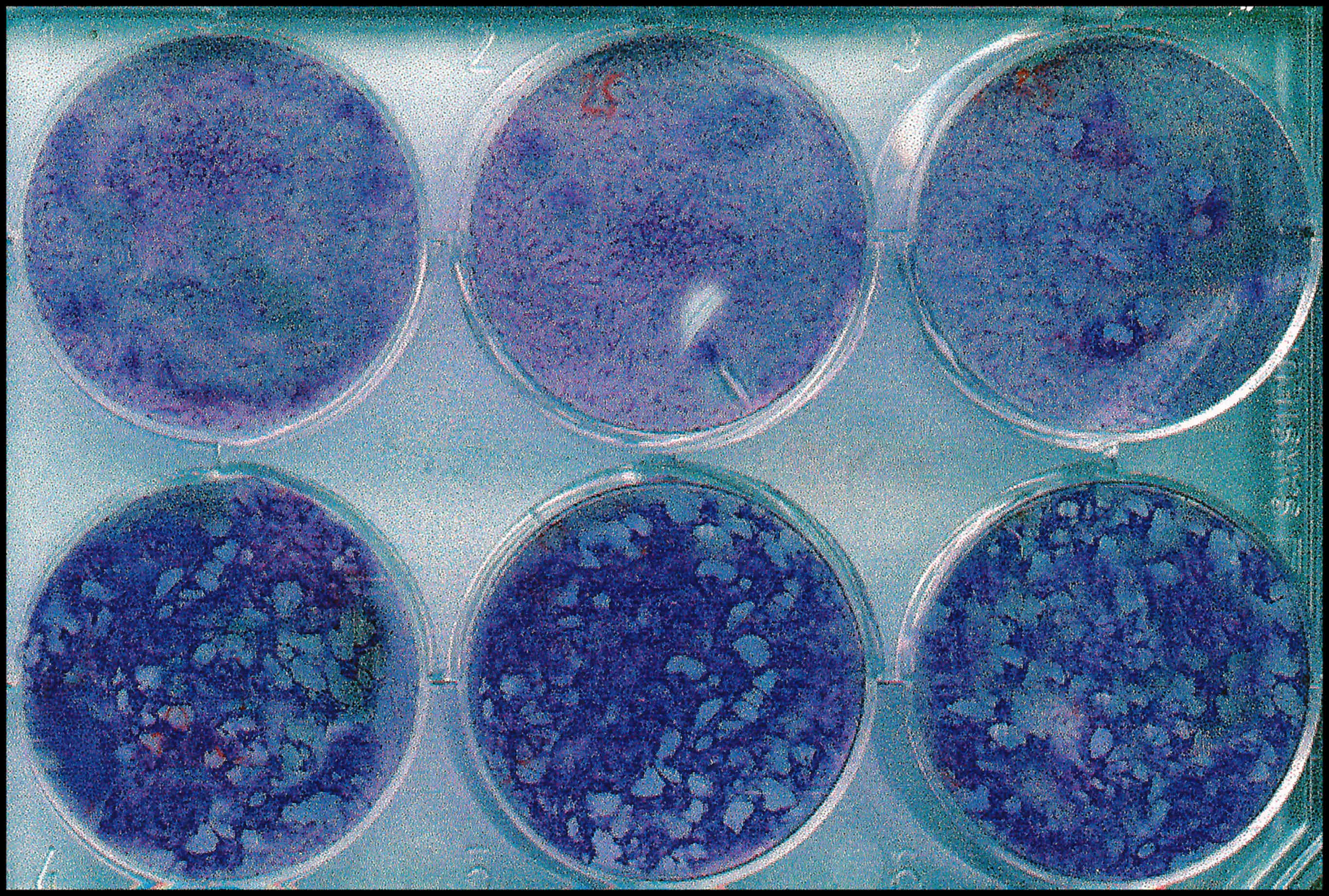
水痘帶狀疱疹病毒在含有不同劑量阿昔洛韋的培養皿中單層MRC-5細胞上形成斑塊。通計算斑塊數量，可估算出阿昔洛韋對病毒的效力。

阿昔洛韋對疱疹病毒科大多數物種都有效，依活性降序排列如下：
- 單純疱疹病毒1型（HSV-1）
- 單純疱疹病毒2型（HSV-2）
- 水痘帶狀疱疹病毒（VZV）
- EBV病毒
- 人巨细胞病毒（HCMV）—活性最低

## 藥物動力學
阿昔洛韋的水溶性不佳，口服形式的生物利用度不高（15-30%），因此如果需要高濃度的效果，則需透過靜脈注射的形式。口服給藥後1-2小時後出現最大血藥濃度。根據美國生物製藥分類系統（BCS），阿昔洛韋屬於BCS III 類藥物，即具可溶性但腸道滲透性低。阿昔洛韋分佈率高，報導的蛋白質結合率為9%至33%。阿昔洛韋的生物半衰期（t½）取決於年齡：新生兒為4小時、1-12歲兒童為2-3小時，而成人為3小時。

## 歷史
阿昔洛韋被視為是種啟動抗病毒藥物新時代的先發者，它具有極高的選擇性和低細胞毒性。它在1970年代中期被發現後，即開始用作有效治療疱疹病毒家族中大多數（包括單純疱疹病毒和水痘帶狀疱疹病毒）引起感染的有效藥物。合成阿昔洛韋的基礎是一種由加勒比海綿Cryptotethya crypta分離出的核苷。它是由Howard Schaeffer與羅伯·文思、S. Bittner和S. Gurwara共同發現的腺苷類似物 - 無環腺苷，具有不錯的抗病毒活性。後來Schaeffer加入葛蘭素史克，與藥理學家 格特魯德·B·埃利恩繼續開發此藥物。一項於1979年發佈關於阿昔洛韋的美國專利中將Schaeffer列為發明人。羅伯·文思後來發明阿巴卡韋- 一種用於HIV患者的逆轉錄酶抑制劑。埃利恩則因使用開創性藥物設計於新藥物開發而榮獲1988年諾貝爾生理學或醫學獎。
伐昔洛韋是阿昔洛韋的一種前藥，於1995年核准用於醫療用途，經攝取後在體內轉化為阿昔洛韋。
阿昔洛韋加上氫羥腎上腺皮質素的乳霜複方藥於2009年在美國獲得核准上市（商品名為Xerese），用於治療早期復發性唇瘡，以減少成人和兒童（6歲以上）發展成瘍性唇瘡的可能性，並將癒合時間縮短。

## 社會與文化

### 名稱
阿昔洛韋最初以Zovirax品牌上市，專利於20世紀90年代到期，此後均為通用名藥物，以許多品牌在全球銷售。

## 附註
1. ↑  Subject to the same conditions as before

## 延伸閱讀
- Hazra S, Konrad M, Lavie A. . Journal of Medicinal Chemistry. August 2010, 53 (15): 5792–5800. PMC 2936711 . PMID 20684612. doi:10.1021/jm1005379.
- Harvey SC. . Remington JP, Gennaro AR  (编).  18th. Easton, Pa.: Mack Pub. Co. 1990: 697–702. ISBN 978-0-912734-04-0.
- Huovinen P, Valtonen V. Neuvonen PJ , 编. . Helsinki: Kandidaattikustannus Oy. 1994. ISBN 951-8951-09-8 （芬兰语）.
- Périgaud C, Gosselin G, Imbach JL. . Nucleosides and Nucleotides. 1992, 11 (2–4): 903–945. doi:10.1080/07328319208021748.
- Rang HP, Dale MM, Ritter JM.  5th. Pearson Professional Ltd. 2003. ISBN 0-443-07145-4.